# Walter Eduard Ferdinand Rössler

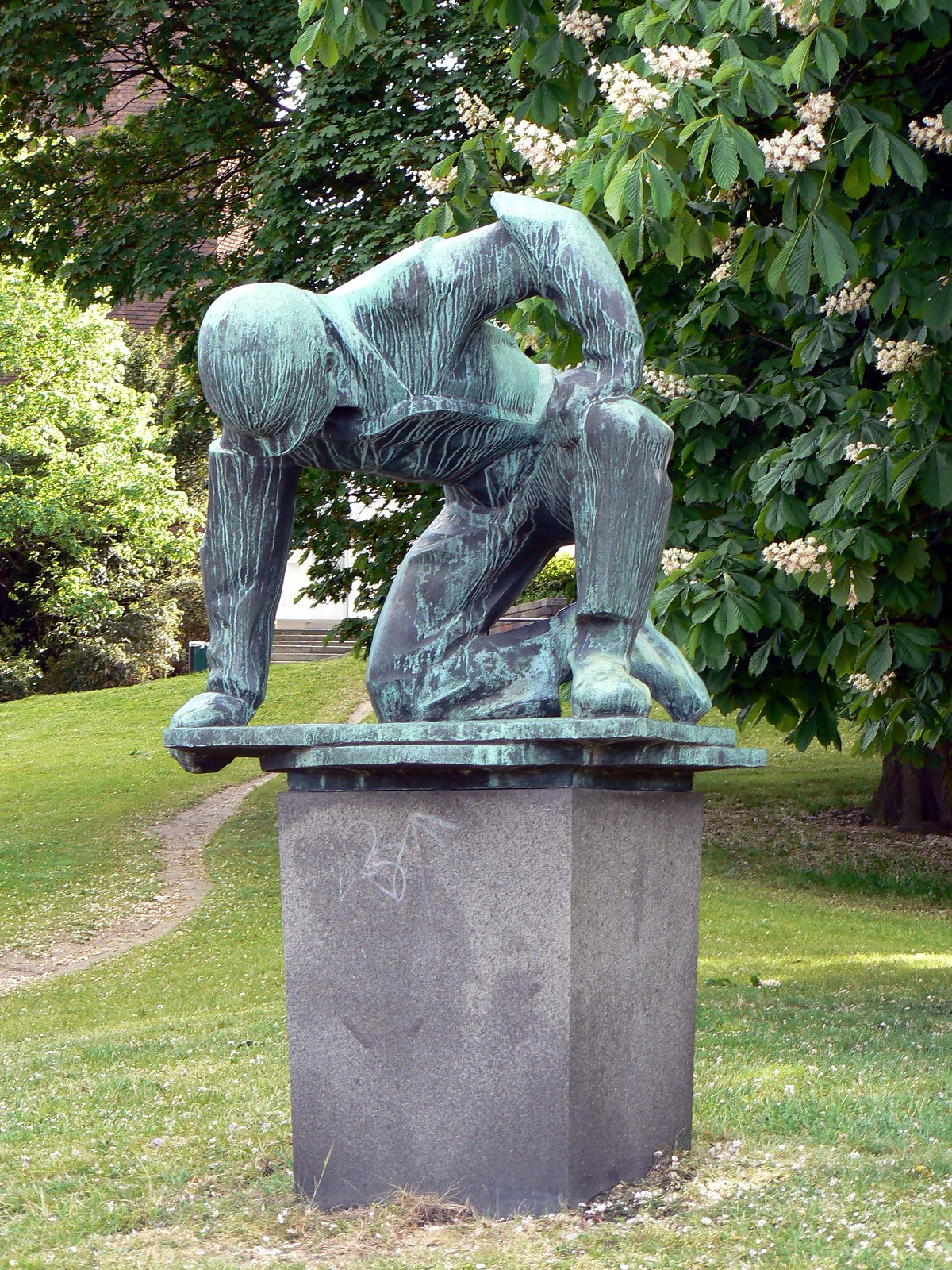
Skulptur Werftarbeiter (1959), Prinzengarten vor dem Kieler Schloss

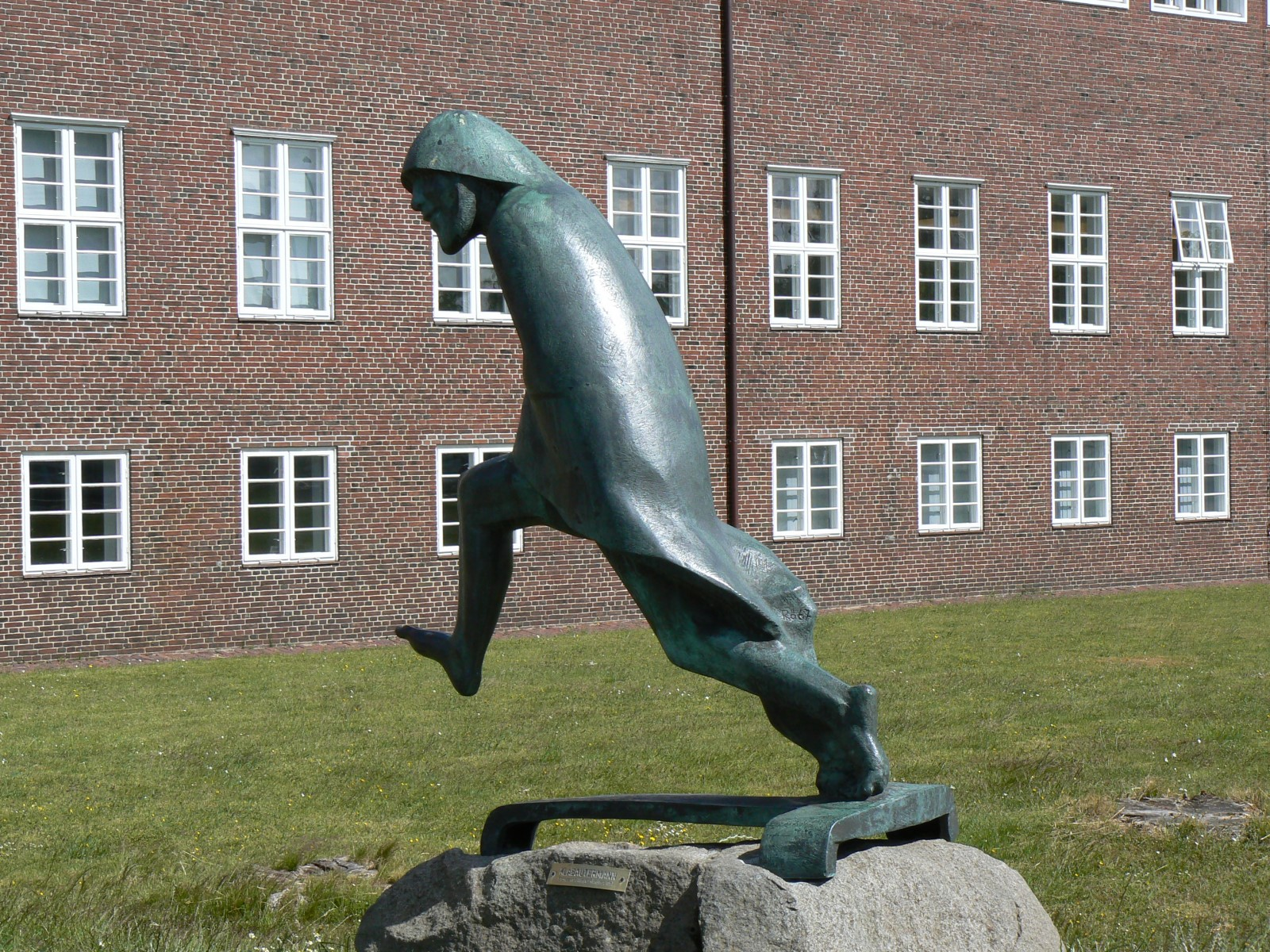
Skulptur Klabautermann (1967) vor dem Ludwig-Nissen-Haus

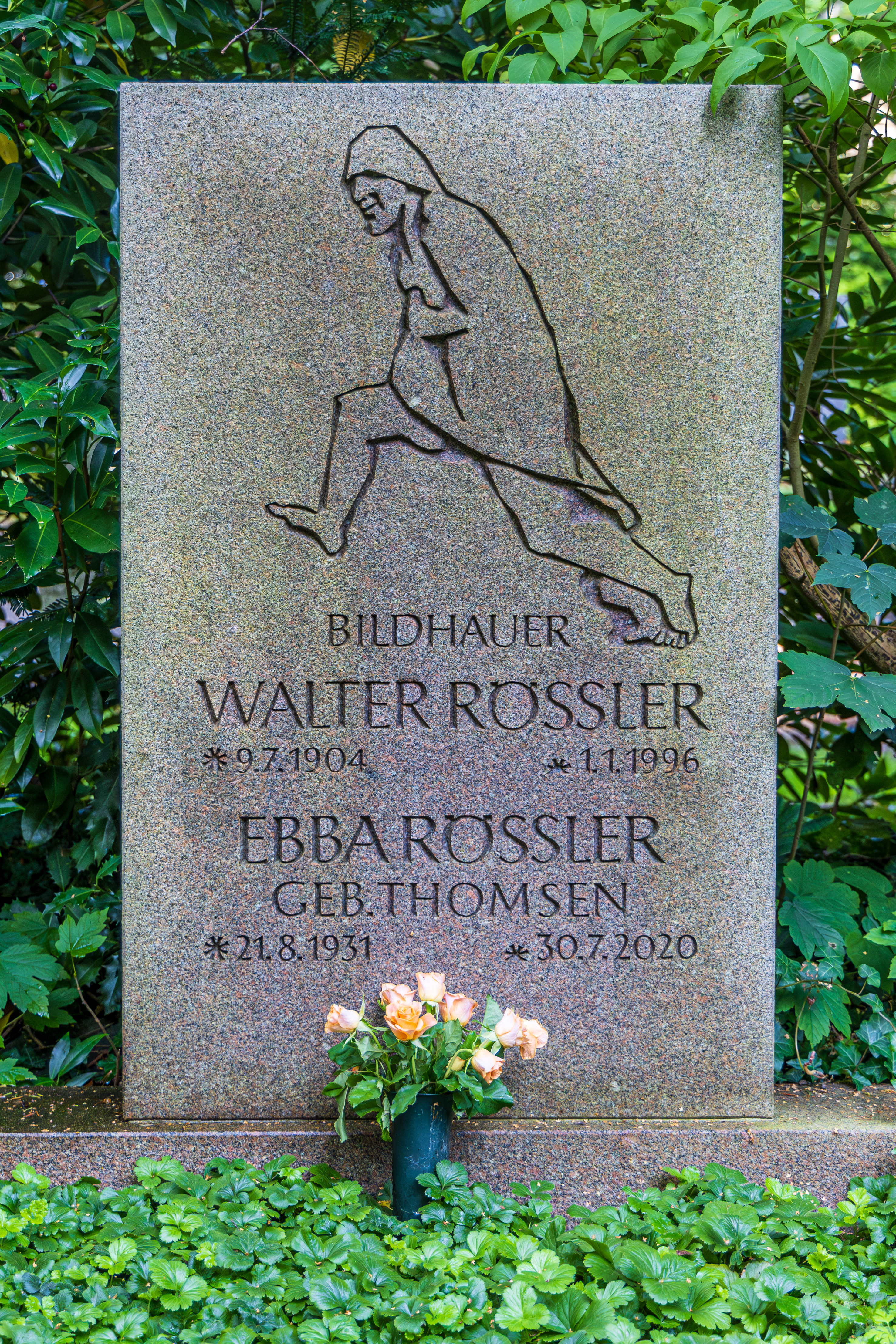
Grabstein auf dem Südfriedhof Kiel

Walter Eduard Ferdinand Rössler (* 9. Juli 1904 in Kiel; † 1. Januar 1996 in Preetz) war ein deutscher Bildhauer.

## Leben
Rössler wuchs in seiner Geburtsstadt Kiel auf. Dort wurde er von 1920 bis 1924 im elterlichen Betrieb zum Steinmetz ausgebildet. Anschließend besuchte er bis 1926 die Handwerker- und Kunstgewerbeschule Kiel, wo er ein Schüler des Bildhauers Franz Blazek (1887–1941) war, und legte die Meisterprüfung zum Steinmetzmeister ab. Von 1926 bis 1930 studierte er an der Kölner Werkschule unter Richard Riemerschmid. Danach unternahm er eine Studienreise nach Paris und in die Touraine, bevor er kurzzeitig eine Bildhauerwerkstatt in Kiel betrieb. Von 1932 bis 1933 war er Schüler von Gerhard Marcks auf der Burg Giebichenstein in Halle, 1933 bis 1939 Schüler der Akademie der Bildenden Künste in Dresden und Meisterschüler von Karl Albiker. In dieser Zeit erhielt er unter seinem damaligen Namen Walter Rößler den Hugo-Göpfert-Preis. Von 1939 bis 1940 war er an der Deutschen Akademie Rom Villa Massimo und verblieb danach in Rom. Nachdem er 1942 den Villa-Romana-Preis mit einem Aufenthalt in Florenz gewonnen hatte, lebte er dort, bis die Familie 1943 nach Schleswig zog. Von 1944 bis 1945 leistete er Kriegsdienst; 1949 kehrte er aus sowjetischer Gefangenschaft nach Deutschland zurück. 1949 bis 1955 hielt er sich in Schleswig auf und leistete erste Beiträge zum „kulturellen Wiederaufbau“. 1956 bis 1996 wohnte er in Klausdorf bei Kiel (heute Schwentinental). Er verstarb am 1. Januar 1996 im Krankenhaus in Preetz. Sein Nachlass befindet sich zum Teil in der Schleswig-Holsteinischen Landesbibliothek.

## Werke (Auswahl)
- Sitzende (1940, Bronze, Höhe 16 cm, Breite 12 cm, Länge 25 cm), Kunsthalle zu Kiel[3]
- Bildnis Gustav Frenssen (1943, Zink, Höhe 32 cm), Kunsthalle zu Kiel
- Büste Ottomar Enking (1943, Gusseisen, Höhe 35 cm, Breite 19 cm, Tiefe 23 cm), Museum Schleswig-Holsteinische Landesbibliothek – Landesgeschichtliche Sammlung
- Porträtbüste Friedrich Ernst Peters (1949, Bronze patiniert, Höhe 30 cm), Schloss Gottorf
- Friedrich-Ernst-Peters-Medaille (1950, Bronze), Hamburger Kunsthalle
- Eos (1951, Bronze), Brunnenfigur, Kiel
- Pinguin (1951, Bronze), Uwe-Jens-Lornsen-Schule, Kiel
- Pelikan (1951, Sandstein), Paul-Fleming-Heim, Kiel, nach Abriss/Neubau nicht mehr am Standort vorhanden
- Werftarbeiter (1959, Bronze, Höhe ca. 1,2 m, mit Sockel ca. 2,0 m), Prinzengarten am Kieler Schloss
- Zwei Flamingos (1963, Bronze), Grund- und Hauptschule Wankendorf
- Klabautermann (1968, Bronze), Museum Nissenhaus, Husum sowie weiterer Abguss an der Gorch-Fock-Schule, Kiel
- Kapitolinische Gänse (um 1985, Edelstahl), Privatbesitz Rössler

## Ausstellungen (Auswahl)
- 1949: Sonderausstellung im Städtischen Museum Flensburg[4]
- 1979: Bildhauer Walter Rössler – Skulptur – Plastik – Relief – Grafik, Nordfriesland Museum. Nissenhaus Husum
- 1984: Walter Rössler: der Zeichner und Bildhauer. Ausstellung zum 80. Geburtstag des Künstlers, Gerhard-Marcks-Haus
- 2002: Walter Rössler, 1904 – 1996 – Plastik und Zeichnung, Nordfriesland Museum. Nissenhaus Husum

## Auszeichnungen
- 1939: Rom-Preis der Deutschen Akademie Rom Villa Massimo
- 1942: Villa-Romana-Preis mit Aufenthalt in Florenz
- 1957: Friedrich-Hebbel-Preis